# Shen
Shen – pojęcie w tradycyjnej religii chińskiej oznaczające siłę ponadnaturalną. Może określać zarówno bóstwa, dusze zmarłych przodków, duchy opiekuńcze konkretnych miejsc czy taoistycznych świętych w rodzaju Ośmiu Nieśmiertelnych.
Termin shen odnosi się do sił nadnaturalnych przychylnych człowiekowi; natomiast złośliwe i szkodzące ludziom demony określane są mianem gui. 
Analogicznym pojęciem w japońskiej religii shintō, pisanym tym samym znakiem, jest kami.